# John Broman
John Broman, född runt 1958 i Duluth i Minnesota, är en amerikansk tidigare backhoppare. Han var den första amerikan som vann en världscuptävling.

## Karriär
John Broman började med backhoppning som 5-årig pojke. Broman blev amerikansk juniormästare 1976 i Squaw Valley. Han kvalificerade sig för USA:s backhoppningslandslag inför säsongen 1979/1980. Världscupen i backhoppning arrangerades första gången säsongen 1979/1980. Broman startade i tysk-österrikiska backhopparveckan (som ingick i världscupen) i öppningstävlingen i Schattenbergschanze i Oberstdorf i dåvarande Västtyskland 30 december 1979. Han blev nummer 104 av 105 startande. Under andra säsongen av världscupen kom Broman på prispallen för första gången, i hoppbacken Copper Peak i Ironwood i USA, 13 februari 1981, då Broman blev nummer tre efter österrikarna Alois Lipburger och Andreas Felder. Tre veckor senare vann John Broman, som första amerikan, en tävling i världscupen. I stora backen i Thunder Bay i Kanada vann han före Ivar Mobekk från Norge och Andreas Felder.
Under Skid-VM 1982 i Holmenkollen i Oslo deltog Broman i samtliga grenar. Han blev nummer 43 i normalbacken (Midtstubakken) och nummer 16 i stora backen. I lagtävlingen blev han tillsammans med det amerikanska laget nummer 6. Amerikanska laget var 48,4 poäng från en bronsmedalj.
John Broman vann nyårstävlingen i Lake Placid i New York 1 januari 1983. Hans sista världscuptävling var i stora backen i Lake Placid 16 januari 1983. Då blev han nummer 10 i en tävling som vanns av Matti Nykänen från Finland. Broman var 13,2 poäng från prispallen i sin sista tävling. Han avslutade sedan sin backhoppskarriär.